# Craniiformea
Los craniformes (Craniiformea) son un subfilo de braquiópodos que se originaron en el período Cámbrico y aún existen en la actualidad. Tienen conchas calcíticas inarticuladas que son de contorno subcircular. Estos braquiópodos tiene un lofóforo no compatible y siempre están unidos a un sustrato duro en el registro fósil. Este sustrato duro suele ser otro braquiópodo. Las plicas del braquiópodo del huésped aparecerán dentro de la concha de los craniformes.
La única clase dentro del subfilo Craniiformea es Craniata. La clase Craniata se divide en tres órdenes, uno de los cuales aún perdura.

## Taxonomía
El subfilo contiene los siguientes órdenes:
- Craniiformea
  - Craniidae
  - Craniopsidae†
  - Trimerellida†
    - Trimerellidae†
    - Adensuidae†
    - Ussuniidae†